# 滝島梓
滝島 梓（たきしま あずさ、1972年1月14日 - ）は、日本のタレント、女優。元シャイニングウィル、元オリオンズベルトに所属。生年は非公表だが、設定年齢が17歳だった電波子当時の実年齢は21歳であった。

## 来歴
1993年春、日本テレビ系のバラエティ番組『進め!電波少年』のマスコットとして、電波子（でんぱこ）という芸名でデビュー。「CDデビューをしオリコンチャートの20位以内に入ったらヌードになる」という企画があったが、結果は27位だった。なお、彼女の妹分として、オーディションにより電波子2〜28号も登場した。
2000年、写真集『約束』でヘアヌードを披露。以降、オリジナルビデオ数作でヌードシーンや濡れ場を演じている。2000年から2003年頃まで「滝島あずさ」名義で活動していたが、現在は「滝島梓」名義で活動している。また、「AZUSA」という名義も使用している。
2006年、芸能人女子フットサルチーム「XANADU loves NHC」に入団。チームメイトやサポーターから「パコ」「パコちゃん」と呼ばれ親しまれていたが、2007年3月15日をもって退団した。

## 人物
日本茶アドバイザー、食品衛生責任者、きものコンサルタントなどの資格を取得し、日本茶に関するイベントも行っている。

## 出演

### テレビドラマ
- チャンス!（1993年、フジテレビ）- ゲスト ※電波子名義

### 映画
- 免許がない!（1994年）※電波子名義

### オリジナルビデオ
- THE RACHI（2000年）- 主演 ※滝島あずさ名義
- 新任女教師 放課後の求愛授業（2000年）- 準主演 ※滝島あずさ名義
- サイコ占い師 姦淫の罠（2001年） ※滝島あずさ名義
- したくてしたくてたまらないOL（2003年）- 主演 ※滝島あずさ名義
- 官能旅情ロマン 港町の人妻 あなたが漁に出てる間に（2003年） ※AZUSA名義
- 怨霊 鬼気迫る女の呪い（2005年）- 主演

### CDシングル
- 駈けていく少女（1993年4月29日、ソニー・ミュージック、SRDL-3644）
- ただ抱きしめるだけの愛で悲しませないつもりなんて（林家パー子とのデュエットによる「パーコパコ」名義、1993年10月10日、ソニー・ミュージック、SRDL-3732）

### 配信シングル
- Dear...（2021年6月15日）

### 写真集
- 約束 - 滝島あずさ写真集（2000年3月、安保隆撮影、ワニマガジン社） ISBN 4898298044

### イメージDVD
- Two Finger（2003年10月、ベガファクトリー）
- 滝島梓（2005年5月、アイ・シー・エフ）

### 舞台
- スナック玉ちゃん（2018年）